# 乌克兰犹太人历史
乌克兰犹太人历史可以追溯到一千多年前。从基辅罗斯（9世纪末至11世纪中叶）時代起，乌克兰境内就存在犹太人，且发展出了獨有的文化，例如哈西迪猶太教。在烏克蘭西部，犹太人至少於1030年就已出現。根据世界猶太人大會，乌克兰犹太人是欧洲第三大和世界第五大犹太人團體。
在烏克蘭人民共和國（1917-1920）時期，猶太人的意第緒語与乌克兰语和俄语一起被宣布为国语。当时烏克蘭境內還出現了犹太民族联盟。 在同一时期，乌克兰货币上還刻上了意第绪语。第二次世界大战前，乌克兰城市人口的將近三分之一是犹太人； 他们是當時乌克兰境內最大的少数民族。乌克兰犹太人還可以更細分為其他猶太人，例如阿什肯納茲猶太人、高加索犹太人、布哈拉犹太人、卡拉伊姆人、克里姆查克犹太人和格鲁吉亚犹太人。
烏克蘭犹太人歷史上也難逃反犹太主义者的歧视。在1648年至1657年的赫梅尔尼茨基起义期间，一支由哥薩克和克里米亞韃靼人组成的军队屠杀并俘虏了大量（據估計有15,000至30,000名）犹太人、罗马天主教徒和其他基督徒，300个犹太社区被彻底摧毁。
1821年，位於君士坦丁堡（伊斯坦布爾）的東正教會主教去世后，敖德薩发生了反犹骚乱，14名犹太人被杀。20世纪初，猶太人屠杀仍舊時不時出現。1911年至1913年间出現了多起針對猶太人的血祭诽谤。1915年，俄罗斯帝国政府将数千名犹太人驱逐出該國。
在1917年俄国革命和随后的俄国内战期間（1918年至1920年间），估计有31,071名犹太人被杀。 在烏克蘭人民共和國時期，烏克蘭境內依舊有大屠杀。在此期间被杀害的平民犹太人人数估计在35,000至50,000之间。
1919年1月，沃里尼亞出現了猶太人屠殺，并蔓延到乌克兰的其他地区。大规模的大屠杀一直持续到1921 年。
第二次世界大战和德国占领乌克兰期间，超过100万犹太人被别动队和其他人士枪杀。1959年乌克兰境內有840,000 名犹太人，比 1941年的人數减少了近 70%。冷战期间，乌克兰的犹太人口继续下降。1989年，乌克兰的犹太人口只比三十年前（1959年）的一半多一点。在东欧剧变之后，大多数烏克蘭境內的犹太人离开该国并移居国外（主要是以色列）。 現今烏克蘭境內仍有反犹涂鸦和针对犹太人的暴力等現象出現。 